# Prestatyn
Prestatyn is een badplaats aan de kust van Noord-Wales, in de bestuurlijke graafschap Denbighshire en in de ceremoniële behouden graafschap Clwyd. De plaats heeft 18.496 inwoners.
Het een typisch Britse badplaats met brede stranden en wandelpromenades. Zoals meer badplaatsen die vroeger erg populair waren en nu minder, is het enigszins verwaarloosd. Het plaatsje probeert met nieuwe projecten, winkels en attracties een diverser aanbod te creëren. Er is een snelle treinverbinding met Engeland.
Tevens is Prestatyn het eindpunt (of beginpunt) van het 177 mijl lange Offa's Dyke Path.
Zijn naam kwam uit Angelsaksisch (die is Oudengels) "Prēost-tūn", die "landbouwbedrijf van priester" betekent.

## Geboren in Prestatyn
- John Baron Prescott (1938-2024), politicus
- Neil Aspinall (1941-2008), roadmanager van The Beatles en directeur van Apple Corps Ltd.
- Barry Flanagan (1941-2009), beeldhouwer die vooral bekendheid kreeg door zijn grote bronzen beelden van hazen
- Karl Wallinger (1957), muzikant en componist (World Party)
- Mike Peters (1959-2025), zanger en gitarist

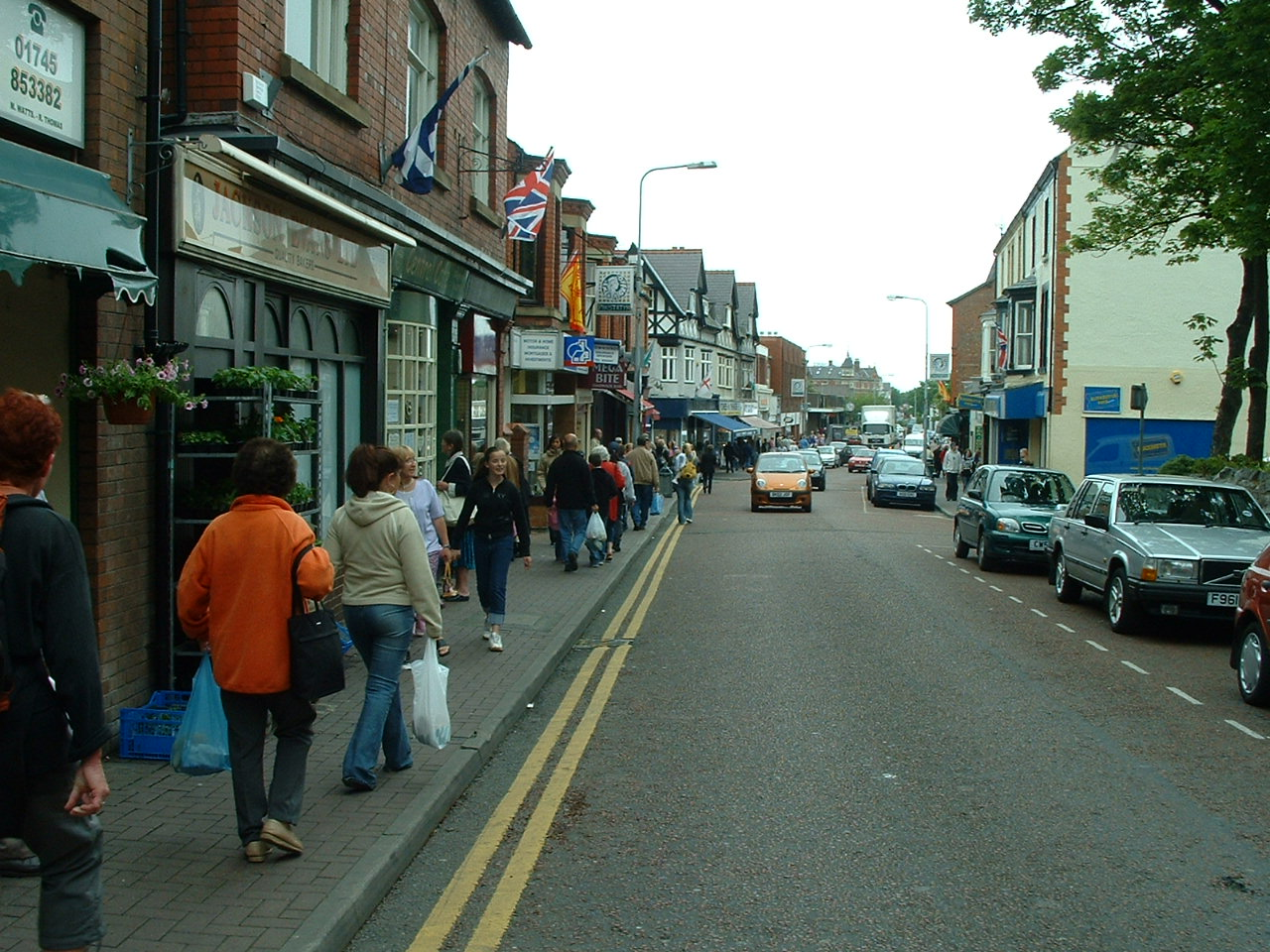
Centrum Prestatyn.

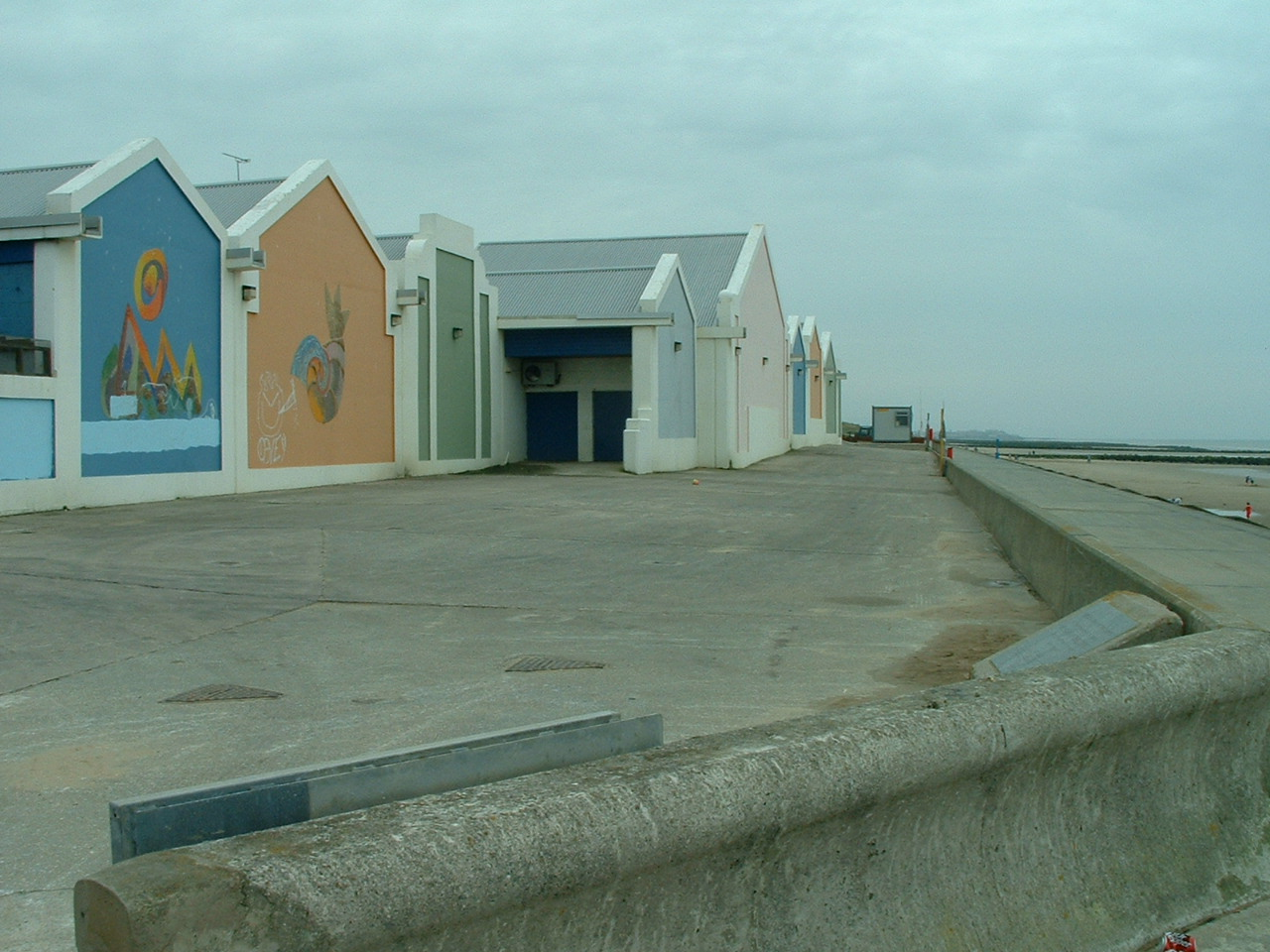
Strand van Prestatyn.